# Nathan Michael Gelber

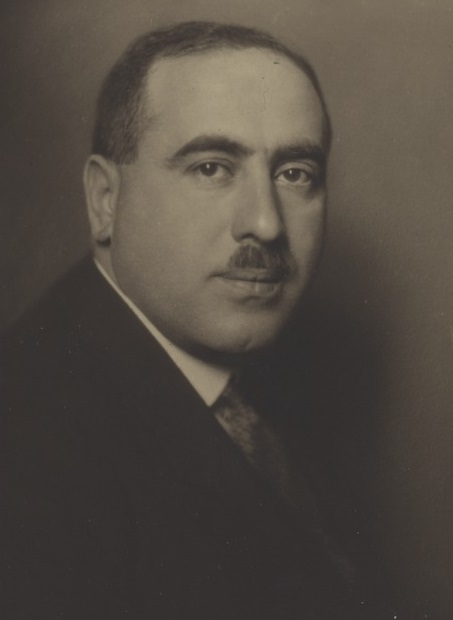
Nathan Michael Gelber (1930). Fotograf und Urheberrechte unklar.

Nathan Michael Gelber (geboren 27. Mai 1891 in Lemberg, Österreich-Ungarn; gestorben 24. September 1966 in Jerusalem) war ein österreichisch-israelischer Historiker des Frühzionismus und des polnischen Judentums und zionistischer Funktionär.

## Leben
Nathan Michael Gelber, der von seinen Eltern streng religiös erzogen wurde, engagierte sich von Jugend an stark in der zionistischen Bewegung. Er war Mitbegründer der zionistisch-akademischen Jugendorganisation in Galizien und der Hatechiya in Wien.
Nach dem Studium der Philosophie an der Wien und der Humboldt-Universität zu Berlin promovierte er 1916 in Wien. Während des Ersten Weltkriegs war er Offizier der österreichisch-ungarischen Armee. Von 1918 bis 1921 war er Generalsekretär der ostgalizischen Delegation des Waad Le'umi in Wien, von 1921 bis 1930 Generalsekretär der zionistischen Organisation in Österreich.
1927, 1929 und 1933 war er Generalsekretär der Zionistenkongresse, von 1931 bis 1940 Vertreter des Keren Hajessod für Mitteleuropa in Wien und in Jerusalem. 1934 emigrierte er nach Palästina.
Als Direktor leitete er von 1940 bis 1954 die Keren Hajessod-Zentrale in Jerusalem. Nachdem er bei einem Angriff auf die Geschäftsstelle der Jewish Agency in Jerusalem verwundet worden war, ging er 1954 in den Ruhestand.
Nathan Michael Gelber arbeitete an der Encyclopaedia Judaica und am Jüdischen Lexikon mit. Zwischen 1921 und 1931 übernahm er die Schriftleitung der Wiener Morgenzeitung und der Wochenschrift Die Stimme. Jüdische Zeitung. Zudem war er Mitarbeiter vieler renommierter Zeitschriften wie z. B. der Monatsschrift für Geschichte und Wissenschaft des Judentums und der Zeitschrift für Statistik und Demographie.
Gelber heiratete 1915 Sara Wischnitzer (1893–1967), Schwester von Mark Wischnitzer, der Diplomat Emmanuel Galbar war eines ihrer zwei Kinder. 

## Schriften (Auswahl)
- Die Juden und die polnische Nationalbewegung in den Jahren 1860–1864. Dissertation an der Universität Wien 1916
- Aktenstücke zur Judenfrage am Wiener Kongress, 1920
- Die Juden und der polnische Aufstand 1863, 1923
- Aus zwei Jahrhunderten: Beiträge zur neueren Geschichte der Juden, Wien u. a.: Löwit, 1924
- Zur Vorgeschichte des Zionismus – Judenstaatsprojekte in den Jahren 1695–1845, Wien 1927
- Geschichte des Zionismus in Galizien 1875–1918, 1958 (hebräisch)
- Jüdische Probleme beim Berliner Kongress 1878, in Robert Weltsch Hg.: Deutsches Judentum, Aufstieg und Krise. Gestalten, Ideen, Werke. Vierzehn Monographien. Veröffentlichung des Leo Baeck Instituts. Deutsche Verlagsanstalt, Stuttgart 1963, S. 216–252